# Alexandr Grigoriev
Alexandr Grigoriev (Unión Soviética, 12 de noviembre de 1955) es un atleta soviético retirado especializado en la prueba de salto de altura, en la que consiguió ser subcampeón europeo en 1978.

## Carrera deportiva
En el Campeonato Europeo de Atletismo de 1978 ganó la medalla de plata en el salto de altura, con un salto por encima de 2.28 metros, tras el también soviético Vladimir Yashchenko que con 2.30 m batió el récord de los campeonatos, y por delante del alemán Rolf Beilschmidt (bronce también con 2.28 metros pero en más intentos).